# Ibram X. Kendi
Ibram X. Kendi, właśc. Ibram Henry Rogers (ur. 13 sierpnia 1982 w Nowym Jorku) – amerykański pisarz, nauczyciel akademicki, aktywista antyrasistowski oraz historyk badający historię ras i polityki dyskryminacyjnej w Ameryce. W lipcu 2020 objął stanowisko dyrektora Center for Antiracist Research na Boston University.
Kendi znalazł się na liście 100 najbardziej wpływowych osób magazynu „Time” w 2020. 